# Marwitzia costinigralis
Marwitzia costinigralis là một loài bướm đêm trong họ Crambidae.